# Communauté de Communes du Volvestre
La communauté de communes du Volvestre est un établissement public de coopération intercommunale (EPCI) situé en France, dans le département de la Haute-Garonne, en région Occitanie. Regroupant 32 communes, elle forme un territoire d’un seul tenant et sans enclave. Son siège se trouve à Carbonne, au sein de l’Espace Jallier (photo). Elle défend les intérêts communs de ses communes membres en matière d’aménagement et de développement du territoire et peut les représenter auprès des pouvoirs publics régionaux, nationaux et des établissements publics intercommunaux.

## Historique

### Une intercommunalité renforcée par la loi NOTRe
La loi NOTRe (Nouvelle Organisation Territoriale de la République) du 7 août 2015 a imposé une révision des schémas départementaux. Son objectif était de créer des EPCI (établissements publics de coopération intercommunale) plus vastes, regroupant au minimum 15 000 habitants, sauf exceptions. 
Dans ce cadre, l’ancienne communauté de communes de Garonne Louge devait fusionner avec une autre structure intercommunale. Après une analyse des enjeux de cohérence territoriale, il a été décidé qu’elle rejoindrait la communauté de communes du Volvestre. Cette fusion a pris effet le 1er janvier 2017, donnant naissance à une nouvelle entité élargie.

### L’ancienne communauté de communes du Volvestre
Créée en 1996, elle réunissait 28 communes et comptait environ 21 000 habitants. 
Les communes membres étaient : Bax, Bois-de-la-Pierre, Canens, Carbonne, Castagnac, Gensac-sur-Garonne, Goutevernisse, Gouzens, Lacaugne, Lafitte-Vigordane, Lahitère (ajoutée en 2013), Lapeyrère, Latour, Latrape, Lavelanet-de-Comminges, Mailholas, Marquefave, Massabrac, Montaut, Montbrun-Bocage, Montesquieu-Volvestre, Montgazin, Peyssies, Rieux-Volvestre, Saint-Christaud, Saint-Julien-sur-Garonne, Saint-Sulpice-sur-Lèze et Salles-sur-Garonne. 

### L’ancienne communauté de communes Garonne-Louge
Initialement composée des communes de Capens, Longages et Noé, cette intercommunalité s’est agrandie en 2014 avec l’intégration de Mauzac, atteignant ainsi environ 7 500 habitants. Face aux exigences de la loi NOTRe, cette communauté de communes a fusionné avec la Communauté de Communes du Volvestre au 1er janvier 2017. 

### La Communauté de Communes du Volvestre aujourd’hui
Depuis le 1er janvier 2017, la communauté de communes du Volvestre regroupe 32 communes, représentant plus de 31 000 habitants, et fait partie du Canton d'Auterive. 

## Territoire communautaire

### Géographie
La Communauté de Communes du Volvestre s'étend sur une superficie de 410 km² et regroupe près de 31 000 habitants.  
Le territoire du Volvestre est délimité par les vallées de la Garonne et de la Lèze, offrant des panoramas sur la chaîne des Pyrénées. Il est caractérisé par des paysages de collines et dispose de nombreux sentiers pédestres.  

### Communes adhérentes
La Communauté de Communes du Volvestre rassemble les 32 communes suivantes :

| Nom                      | Code Insee | Gentilé            | Superficie (km2) | Population (dernière pop. légale) | Densité (hab./km2) |
| ------------------------ | ---------- | ------------------ | ---------------- | --------------------------------- | ------------------ |
| Carbonne (siège)         | 31107      | Carbonnais         | 26,59            | 5 650 (2022)                      | 212                |
| Bax                      | 31047      | Baxois             | 5,99             | 99 (2022)                         | 17                 |
| Bois-de-la-Pierre        | 31071      | Boscois            | 7,42             | 459 (2022)                        | 62                 |
| Canens                   | 31103      | Canenois           | 4,84             | 61 (2022)                         | 13                 |
| Capens                   | 31104      | Capenois           | 6,77             | 650 (2022)                        | 96                 |
| Castagnac                | 31111      | Castagnacois       | 10,77            | 326 (2022)                        | 30                 |
| Gensac-sur-Garonne       | 31219      | Gensacois          | 10,14            | 452 (2022)                        | 45                 |
| Goutevernisse            | 31225      | Goutevernissois    | 4,69             | 186 (2022)                        | 40                 |
| Gouzens                  | 31226      | Gouzinois          | 5,7              | 81 (2022)                         | 14                 |
| Lacaugne                 | 31258      | Laucagnais         | 6,06             | 244 (2022)                        | 40                 |
| Lafitte-Vigordane        | 31261      | Laffitois          | 11,38            | 1 156 (2022)                      | 102                |
| Lahitère                 | 31267      | Lahitérois         | 3,9              | 53 (2022)                         | 14                 |
| Lapeyrère                | 31272      | Peyrérois          | 6,3              | 59 (2022)                         | 9,4                |
| Latour                   | 31279      | Latourois          | 6,24             | 80 (2022)                         | 13                 |
| Latrape                  | 31280      | Trapéens           | 19,08            | 437 (2022)                        | 23                 |
| Lavelanet-de-Comminges   | 31286      | Lavelanéciens      | 13,54            | 657 (2022)                        | 49                 |
| Longages                 | 31303      | Longagiens         | 21,42            | 3 336 (2022)                      | 156                |
| Mailholas                | 31312      | Mailholasois       | 2,94             | 35 (2022)                         | 12                 |
| Marquefave               | 31320      | Marquefavais       | 18,92            | 976 (2022)                        | 52                 |
| Massabrac                | 31326      | Massabracois       | 4                | 121 (2022)                        | 30                 |
| Mauzac                   | 31334      | Mauzacais          | 9,27             | 1 343 (2022)                      | 145                |
| Montaut                  | 31361      | Montaudais         | 17,88            | 557 (2022)                        | 31                 |
| Montbrun-Bocage          | 31365      | Montbrunais        | 30,61            | 581 (2022)                        | 19                 |
| Montesquieu-Volvestre    | 31375      | Montesquiviens     | 59,82            | 3 083 (2022)                      | 52                 |
| Montgazin                | 31379      | Montgazinois       | 6,89             | 166 (2022)                        | 24                 |
| Noé                      | 31399      | Noémiens           | 9,65             | 2 979 (2022)                      | 309                |
| Peyssies                 | 31416      | Peyssissois        | 6,37             | 687 (2022)                        | 108                |
| Rieux-Volvestre          | 31455      | Rivois             | 32,38            | 2 625 (2022)                      | 81                 |
| Saint-Christaud          | 31474      | Saint-Christophins | 10,87            | 236 (2022)                        | 22                 |
| Saint-Julien-sur-Garonne | 31492      | Saint-Julienois    | 8,15             | 552 (2022)                        | 68                 |
| Saint-Sulpice-sur-Lèze   | 31517      | Saint-Sulpiciens   | 13,97            | 2 288 (2022)                      | 164                |
| Salles-sur-Garonne       | 31525      | Sallois            | 5,68             | 591 (2022)                        | 104                |

## Démographie
| 1968   | 1975   | 1982   | 1990   | 1999   | 2006   | 2009   | 2011   | 2012   |
| ------ | ------ | ------ | ------ | ------ | ------ | ------ | ------ | ------ |
| 12 435 | 12 261 | 13 107 | 14 251 | 15 539 | 16 698 | 20 136 | 20 590 | 20 843 |

| 2013   | 2014   | 2015   | 2016   | 2017   | 2019   | 2020   | 2021   | - |
| ------ | ------ | ------ | ------ | ------ | ------ | ------ | ------ | - |
| 21 268 | 29 224 | 29 571 | 29 757 | 30 023 | 30 344 | 30 567 | 30 684 | - |

La différence entre 2013 et 2014 est due en grosse partie à l'intégration de la Communauté de Communes Garonne-Louge.

## Politique et administration

### Siège
Le siège de la communauté de communes est situé à Carbonne, 34 Avenue de Toulouse.

### Conseil communautaire
Le Conseil Communautaire est composé de 57 conseillers communautaires titulaires et de 22 suppléants. Il se réunit tous les deux mois (sauf en période estivale) au siège de la Communauté de Communes du Volvestre. Ces réunions ont lieu généralement le 4e jeudi du mois à 19h00 et sont publiques. Comme dans un conseil municipal, le Conseil Communautaire règle par ses délibérations les affaires de l’EPCI, vote les budgets et contrôle l’administration du Président. Le Conseil est élu pour la même durée que les conseillers municipaux de chaque commune et son renouvellement est intégral :
| Nombre de conseillers | Communes |
| --------------------- | --- |
| 9                     | Carbonne |
| 5                     | Longages, Montesquieu-Volvestre |
| 4                     | Noé, Rieux-Volvestre |
| 3                     | Saint-Sulpice-sur-Lèze |
| 2                     | Mauzac |
| 1 (+1 suppléant)      | Bax, Bois-de-la-Pierre, Canens, Capens, Castagnac, Gensac-sur-Garonne, Goutevernisse, Gouzens, Lacaugne, Lafitte-Vigordane, Lahitère, Lapeyrère, Latour, Latrape, Lavelanet-de-Comminges, Mailholas, Marquefave, Massabrac, Montaut, Montbrun-Bocage, Montgazin, Peyssies, Saint-Christaud, Saint-Julien-sur-Garonne, Salles-sur-Garonne |

### Gouvernance
| Période                                  | Période        | Identité        | Étiquette | Qualité                                                                   |
| ---------------------------------------- | -------------- | --------------- | --------- | ------------------------------------------------------------------------- |
| 1994                                     | septembre 2013 | Guy Hellé       | PS        | maire de Carbonne                                                         |
| septembre 2013                           | décembre 2016  | Patrick Lemasle | PS        | Député Septième circonscription de la Haute-Garonne                       |
| janvier 2017                             | En cours       | Denis Turrel    | PS        | 1er maire-adjoint de Carbonne (2017-2020) Maire de Carbonne (depuis 2020) |
| Les données manquantes sont à compléter. |                |                 |           |                                                                           |

Selon les dispositions de l’article L.5211-10 du Code général des collectivités territoriales, le Président de la communauté de communes réunit le Conseil Communautaire et fixe l’ordre du jour de ses réunions. En tant que chef de l’administration, il exécute les décisions communautaires. 
Les 11 vice-présidents animent les différentes commissions de la Communauté de Communes du Volvestre. Chaque vice-président est responsable d’une commission thématique et a reçu délégation du Conseil Communautaire pour piloter les projets et actions de sa commission, en relation avec les services concernés.

## Compétences
Conformément au Code général des collectivités territoriales (CGCT), certaines compétences sont obligatoires pour la Communauté de Communes du Volvestre, tandis que d’autres lui sont transférées de manière spécifique par les communes membres. Ces compétences doivent être définies par délibération qui détermine et fixe l’intérêt communautaire. 

### Compétences obligatoires
- Aménagement de l’espace : mise en œuvre du schéma de cohérence territoriale (SCoT) et des schémas de secteur pour garantir un développement harmonieux et durable du territoire, en tenant compte des spécificités locales.

- Développement économique local (article L. 4251-17 du CGCT) :

- Création, aménagement, entretien et gestion des zones d’activités (industrielles, commerciales, artisanales, touristiques, portuaires ou aéroportuaires).

- Mise en place d’une politique locale du commerce pour soutenir les activités commerciales d’intérêt communautaire.

- Promotion du tourisme, création d’offices de tourisme, en partenariat avec les communes (article L. 1111-4 du CGCT).

- Gestion des milieux aquatiques et prévention des inondations (GEMAPI) : mise en œuvre des actions de gestion et de préservation des ressources en eau, ainsi que des mesures de prévention contre les inondations (article L. 211-7 du Code de l’environnement).

- Accueil des gens du voyage : création, aménagement et gestion des aires d’accueil et des terrains familiaux locatifs (loi n° 2000-614 du 5 juillet 2000).

- Collecte et traitement des déchets ménagers et assimilés : organisation de la collecte des déchets, avec des actions de sensibilisation au tri et à la réduction des déchets.

- Plan Climat-Air-Énergie Territorial (PCAET) : élaboration et mise en œuvre de stratégies pour lutter contre le changement climatique, réduire les émissions de gaz à effet de serre et améliorer la qualité de l’air.

### Compétences supplémentaires (article L. 5214-16 du CGCT)
- Politique du logement et du cadre de vie : actions pour améliorer les conditions de vie, notamment la construction et la rénovation de logements adaptés aux besoins des habitants.

- Création, aménagement et entretien de la voirie : développement et entretien des infrastructures routières pour garantir la sécurité et la mobilité sur le territoire.

- Services de proximité France services : participation à une convention pour assurer un accès simplifié aux services publics et accompagner les habitants dans leurs démarches administratives (article L. 27-2 de la loi n° 2000-321 du 12 avril 2000).

### Autres compétences supplémentaires
- Petite enfance : 
  - Création, aménagement, entretien et gestion des crèches.
  - Mise en place de Relais Petite Enfance (RPE) pour accompagner les familles et les professionnels.
  - Gestion du Guichet Unique Petite Enfance pour recenser les besoins, informer les familles et planifier le développement des modes d’accueil adaptés, il comprend :
    - Le recensement des besoins des enfants de moins de trois ans et l’offre de services disponibles (articles L. 214-1 et L. 214-1-1 du Code de l’action sociale et des familles – CASF).
    - L’information et l’accompagnement des familles et futurs parents.
    - La planification du développement des modes d’accueil, incluant des conventions territoriales globales avec des institutions partenaires (CAF, Conseil Départemental, MSA, Conseil Régional, État).
    - La mise en œuvre d’un schéma pluriannuel pour maintenir et développer l’offre d’accueil du jeune enfant (article L. 214-2 du CASF).
    - Le soutien à la qualité des modes d’accueil (article L. 214-1-3 du CASF).

- Équipements sportifs : construction, entretien et gestion d’infrastructures sportives, notamment une salle multisports régionale pour accueillir des compétitions de niveau régional.

- Fourrière animale : prise en charge des animaux errants conformément aux réglementations en vigueur.

- Sentiers de randonnée : études pour la création de sentiers de randonnée en dehors du plan départemental des itinéraires de promenade et de randonnée.

- Communications électroniques : 
  - Établissement et exploitation d’infrastructures : installation de supports pour les réseaux (fourreaux, pylônes, chambres de tirage, câbles).
  - Exploitation des réseaux : mise à disposition de lignes DSL, location de fibre optique noire, hébergement d’équipements d’opérateurs, et fourniture de services de communication à très haut débit en cas de carence de l’initiative privée.